# Edei
Edei, ein Akronym für Emma Deigman, ist eine ca. 1989 in Buckinghamshire geborene britische Pop-Sängerin und Singer-Songwriterin.

## Leben
Ihre Debütsingle In My Bed erschien am 12. Juli 2010 bei Alma Recordings, gefolgt von Loved am 16. Januar 2011. Zurzeit (Februar 2011) arbeitet sie an ihrem ersten Album, das Anfang 2011 veröffentlicht werden soll. Sie arbeitet mit Conner Reeves zusammen, der auch schon für Joss Stone, Ava Leigh und Tina Turner Stücke geschrieben hat. Live-Auftritte als Sängerin und Charterfolge sammelte sie mit der Gruppe Girls Aloud.
Nach eigenen Angaben in einem Interview hatte sie ihren ersten Auftritt als Sängerin mit sechs Jahren und nennt als Sänger, von dem sie beeinflusst wurde, Rod Stewart. Mit sieben Jahren spielte sie in Les Miserables, mit 13 hatte sie eine Rolle in dem Film Last Orders (Dt. Letzte Runde) mit Bob Hoskins und Michael Caine.
Ein Markenzeichen der Sängerin sind Akustikversionen eigener oder adaptierter Lieder, bei denen sie lediglich von Bass oder Gitarre begleitet wird; als Schlagzeug dient eine Holzkiste oder eine Imitation mit dem Mund bzw. Stimmapparat (Vocal Percussion).
Seit 2015 ist Edei mit dem Schauspieler James Marsden liiert.

## Auszeichnungen
- Bright Lights of 2011 des britischen Magazins Hello!